# James Whale
James Whale (Dudley Staffs, 22 de julio de 1889 - Los Ángeles, 29 de mayo de 1957) fue un director de cine inglés. Iniciado en el teatro en 1930 se mudó a los Estados Unidos, donde destacó en el cine de terror. Whale, abiertamente homosexual, fue un innovador del cine de Hollywood aunque es especialmente conocido por sus películas de terror Frankenstein (1931), The Old Dark House (El caserón de las sombras) (1932) y Bride of Frankenstein (La novia de Frankenstein) (1935).  
Tras haber sido el director mejor pagado en Hollywood durante los años 1930, trabajando con estudios como Universal, Warner Bros., Metro-Goldwyn-Mayer y Columbia o fundando su propia productora cinematográfica, en la década de 1940 se retiró del cine. En su trayectoria obtuvo 4 nominaciones y un único galardón en el Festival de Venecia con The Invisible Man (El hombre invisible) (1933).

## Biografía

### Su infancia

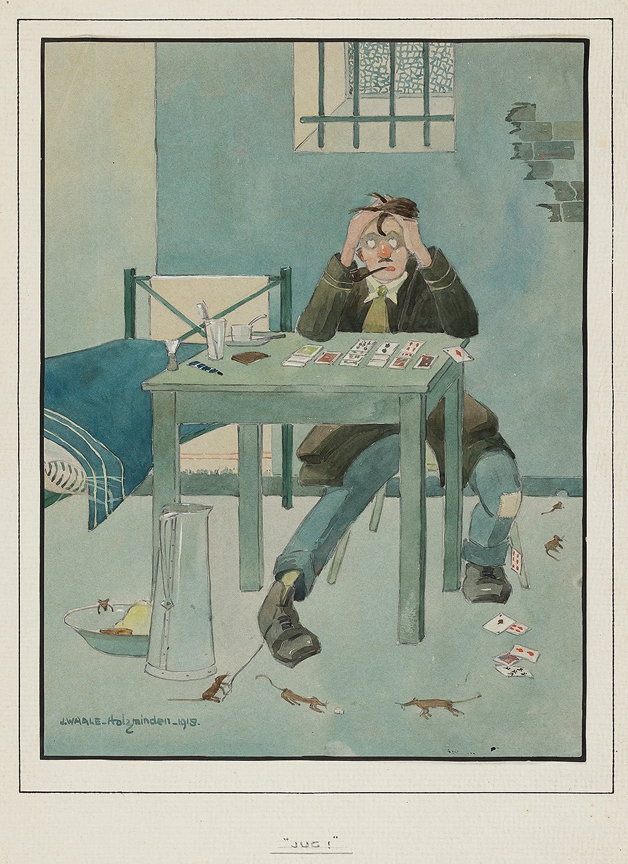
Reproducción de, una obra de Whale realizada en 1918

Whale nació en Dudley, Inglaterra, era el sexto de una familia de siete hijos cuyo padre era herrero y su madre enfermera. Su padre consideró que no era lo suficientemente fuerte para trabajar en la industria metalúrgica local como sus hermanos así que empezó trabajando como zapatero.
James tenía bastante talento para el dibujo y se sacaba un sobresueldo haciendo dibujos de la lengua de signos para los sordos. Con lo que ganaba se pagaba las clases nocturnas en la Escuela de Artes y Oficios de Dudley. En octubre de 1915, con la I Guerra Mundial a la vuelta de la esquina, se alistó en la Armada y fue ascendido a Teniente Segundo. Fue capturado como prisionero de guerra en agosto de 1917. Mientras estuvo encarcelado en la Prisión de Holzminden continuó con su afición al dibujo y descubrió que tenía talento para las producciones teatrales.

### Comienzos en el teatro

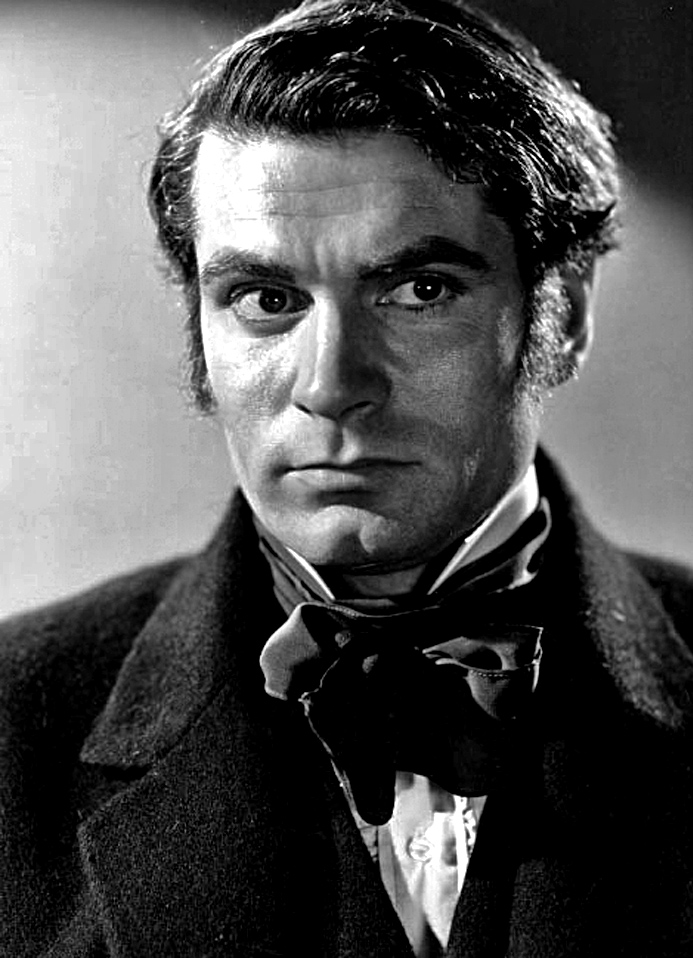
El actor Laurence Olivier (1939)

Después del armisticio se estableció en Birmingham y comenzó en el mundo de la escena. En 1928 se le ofreció la oportunidad de dirigir dos pases de la entonces desconocida obra de Robert Cedric Sherriff, Journey's End (Lo que queda del día), protagonizada por un casi desconocido Laurence Olivier. La obra tuvo bastante éxito y fue trasladada al West End (ahora con un joven Colin Clive en el papel protagonista), donde estuvo en cartel durante 600 funciones. Whale fue invitado para dirigir la obra en Broadway y finalmente una versión para el cine en Hollywood (1930) en el que sería su debut como director de cine.

### Su carrera en Hollywood
Tras instalarse en Los Ángeles, Whale conoció al productor David Lewis, con quien mantendría una relación afectiva abiertamente homosexual. Pronto adquirió el conocimiento técnico necesario para ampliar sus habilidades desde el lenguaje teatral hacia el cine y la dirección de actores para el nuevo medio. Acostumbraba a realizar mucho ensayo con los actores antes de realizar un ensayo cinematográfico con las marcas en plató. 

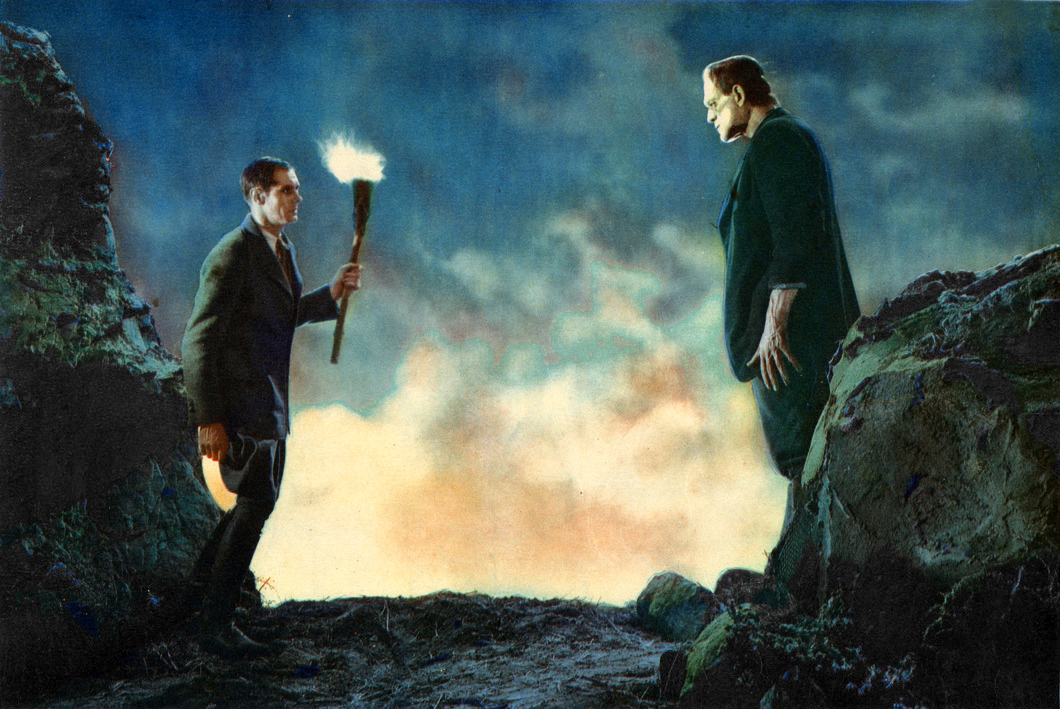
Los actores Colin Clive (izda.) y Boris Karloff (dcha.) en una secuencia de Frankenstein (1931).

Paulatinamente fue adquiriendo notoriedad principalmente por sus trabajos en el género de terror, producidos por Universal Studios, siendo el director de influyentes títulos como Frankenstein (1931), donde fue el primer director en mover la cámara durante la filmación. Algunos críticos inciden en que su conocimiento del cine mudo alemán, y en especial F.W. Murnau, parecen haberle influenciado en el uso de la cámara. Su secuela Bride of Frankenstein (La novia de Frankenstein) (1935) y otros títulos como The Invisible Man (El hombre invisible ) (1933), fueron algunos títulos de referencia. Gracias a estas películas comenzaron sus trayectorias en la industria de Hollywood actores de la época como Gloria Stuart, Colin Clive, Elsa Lanchester, Boris Karloff o Claude Rains, a muchos de los cuales Whale conocía de Inglaterra y había seleccionado personalmente para sus películas. 

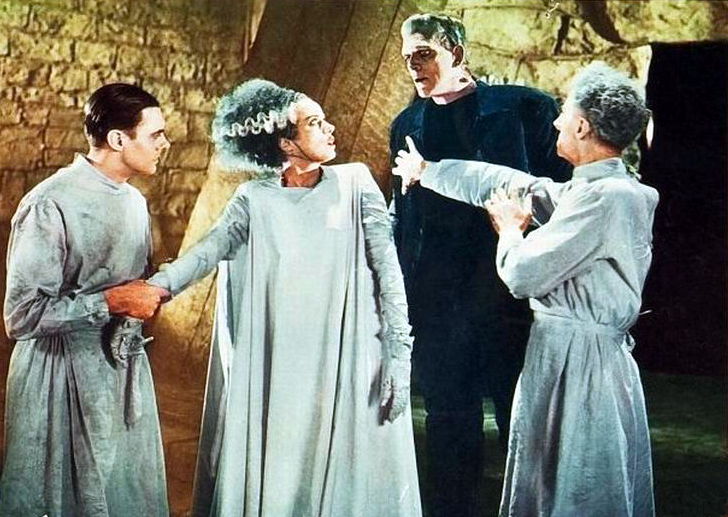
Los actores Colin Clive, Elsa Lanchester, Boris Karloff y Ernest Thesiger (izda. a dcha.) en una secuencia de Bride of Frankenstein (1935).

Fuera del género de terror fue también el director de películas de otros géneros para Universal, producidas por Carl Laemmle Jr., como el drama en Waterloo Bridge (El puente de Waterloo) (1931), la mezcla de terror y comedia en The Old Dark House (El caserón de las sombras) (1932) o el musical Show Boat (Magnolia) (1936). 
Whale también se adentró en el cine bélico con The Road Back (1937), con Richard Cromwell y Noah Beery, Jr. como protagonistas, secuela de All Quiet on the Western Front (Sin novedad en el frente) (1930). A pesar de las protestas de Whale la película fue montada de nuevo y varias secuencias fueron cortadas. Whale dejó Universal y continuó su carrera con The Great Garrick (1937) para Warner Bros en el que sería su único film con la productora. 
Posteriormente firmó contrato con Metro-Goldwyn-Mayer rodando la comedia romántica The Great Garrick (1937), interpretada por Olivia de Havilland y Brian Aherne y ambientada en el siglo XVIII, pero fue otro fracaso. Así que el único título destacable de Whale para MGM es Port of Seven Seas (1938), sobre la trilogía de Marcel Pagnol Fanny. 
Whale dirigió únicamente otro título exitoso con el productor independiente Edward Small: The Man in the Iron Mask (La máscara de hierro) (1939), película de aventuras interpretada por Louis Hayward y Joan Bennet. A pesar de realizar un par de largometrajes más, Green Hell (1940) y They Dare Not Love (1941), su trayectoria como director de cine finalizó con dos obras menores: Personnel Placement in the Army (1942), un cortometraje realizado para las tropas de la Segunda Guerra Mundial, y Hello Out There (1949), un mediometraje basado en la obra teatral homónima escrita por William Saroyan. El resto de su obra ha ido cayendo en el olvido.

### Últimos años
En sus últimos días, Whale experimentó una importante pérdida de sus capacidades cerebrales debido a un ataque cerebrovascular, causada por la inhalación de humo en un incendio en su mansión. Se sentía solo y cayó en depresión, obsesionado con la guerra que le había tocado vivir. Se suicidó ahogándose en la piscina de su mansión en mayo de 1957, cuando tenía 67 años. Su nota de suicidio se mantuvo oculta durante años, lo que alimentó insistentes rumores sobre un posible asesinato. La causa de su muerte no fue conocida hasta muchos años después cuando David Lewis, con quien mantuviera su relación sentimental más extensa, la hizo pública antes de su propio fallecimiento acaecido en 1987. Su nota de suicidio decía: El futuro está lleno únicamente de dolor y viejos recuerdos... Necesito estar en paz y este es el único modo de lograrlo. También escribió: Mi vida ha sido maravillosa. 

## Influencia

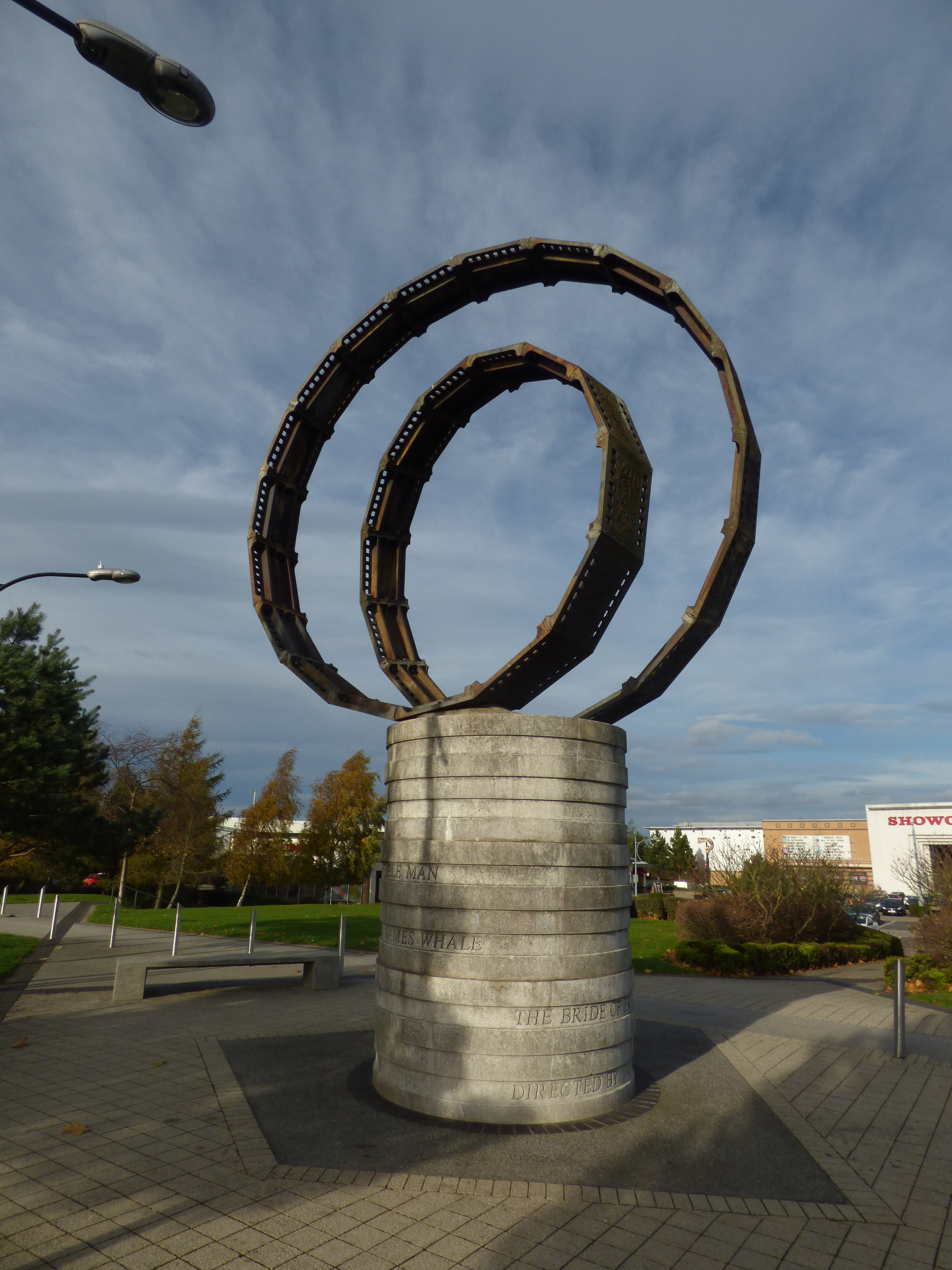
El monumento conmemorativo a Whale en Dudley (Inglaterra)

Su figura, abiertamente gay durante su época en Hollywood, es protagonista de la novela de Christopher Bram Father of Frankenstein. A partir de dicha novela se basó la película Gods and Monsters (Dioses y Monstruos) (1998), dirigida por Bill Condon en 1998. La película ganó el Óscar al Mejor Guion Adaptado y está protagonizada por Ian McKellen. En la película se aborda ese aspecto de su vida, la relación con Foegel, el joven amante francés de los últimos años, su salud mental y emocional en sus últimos días o su pasión por la pintura.
Una estatua en su memoria fue erigida en 2002 en la entrada de un cine en Dudley, su ciudad natal. La estatua es un enorme rollo de celuloide, con la cara de Frankenstein en los fotogramas, y con los nombres de las películas más célebres del director grabadas en su base.

## Filmografía

### Largometrajes
- Journey's End (1930)
- Waterloo Bridge (1931)
- El doctor Frankenstein (Frankenstein) (1931)
- The Impatient Maiden (1932)
- The Old Dark House (1932)
- The Kiss Before the Mirror (1933)
- El hombre invisible (The Invisible Man (1933)
- By Candlelight (1933)
- One More River (1934)
- La novia de Frankenstein (Bride of Frankenstein) (1935)
- Remember Last Night? (1935)
- Show Boat (1936)
- The Road Back (1937)
- The Great Garrick (1937)
- Sinners in Paradise (1938)
- Wives Under Suspicion (1938)
- Port of Seven Seas (1938)
- The Man in the Iron Mask (1939)
- Green Hell (1940)
- They Dare Not Love (1941)

### Cortometrajes
- Personnel Placement in the Army (1942)
- Hello Out There (1949)

## Premios y distinciones
Festival Internacional de Cine de Venecia
| Año  | Categoría        | Película            | Resultado |
| ---- | ---------------- | ------------------- | --------- |
| 1934 | Mención especial | El Hombre Invisible | Ganador   |